# Călinești-Oaș
Călinești-Oaș é uma comuna romena localizada no distrito de Satu Mare, na região histórica da Transilvânia. A comuna possui uma área de 44 km² e sua população era de 4807 habitantes segundo o censo de 2007.